# Liepijų miško pėsčiųjų trasa
Liepijų miško pėsčiųjų trasa nebo Liepijų pėsčiųjų trasa, česky lze přeložit jako Lesní turistická stezka Liepijos nebo Turistická stezka Liepijos, je okružní naučná stezka v lese Liepijos v Žemaitijském národním parku. Nachází se severně od vesnice Pamedinčiai v seniūniji Plateliai (Platelių seniūnija) v okrese Plungė v Telšiaiském kraji v Litvě.

## Galerie

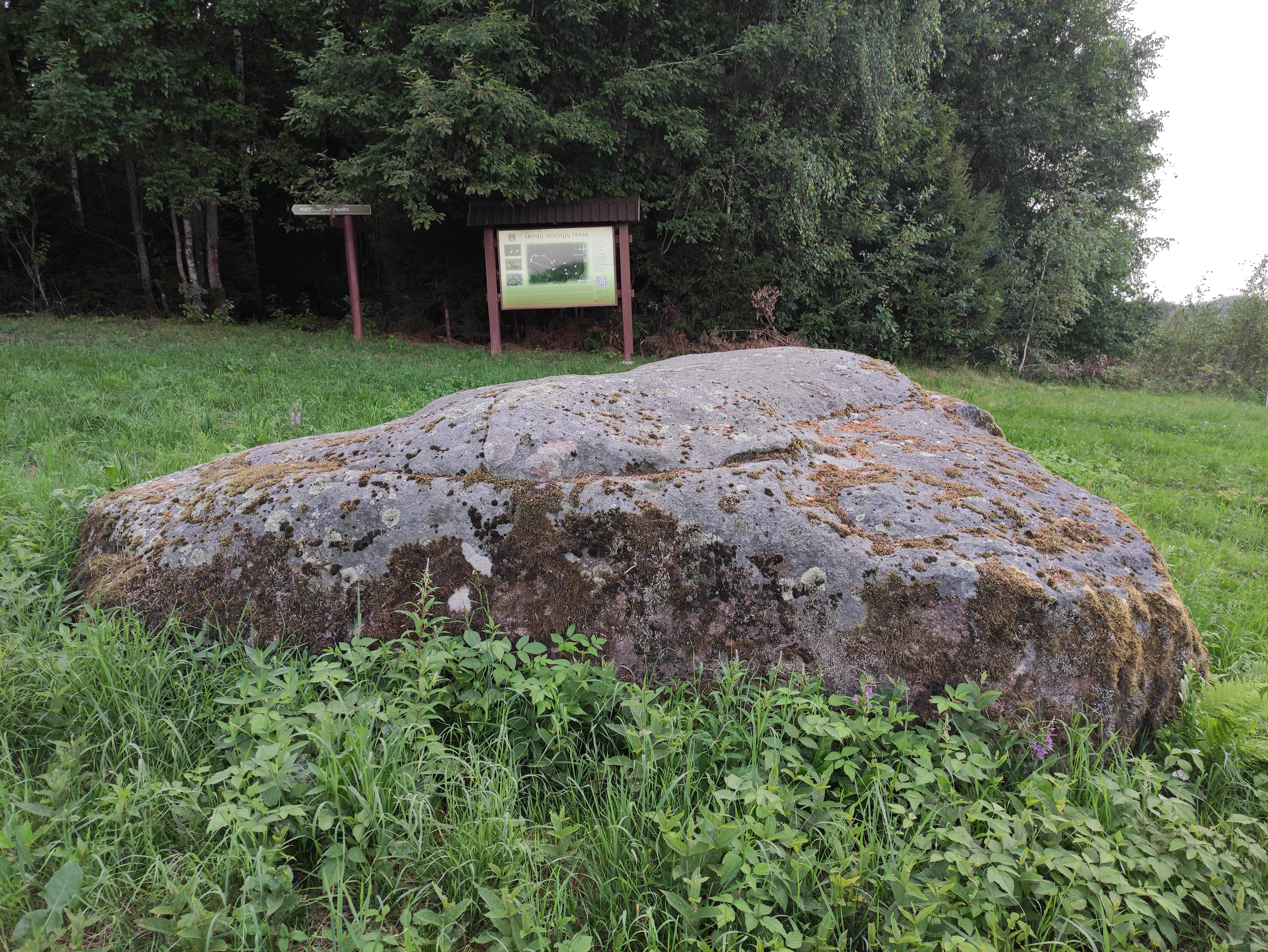
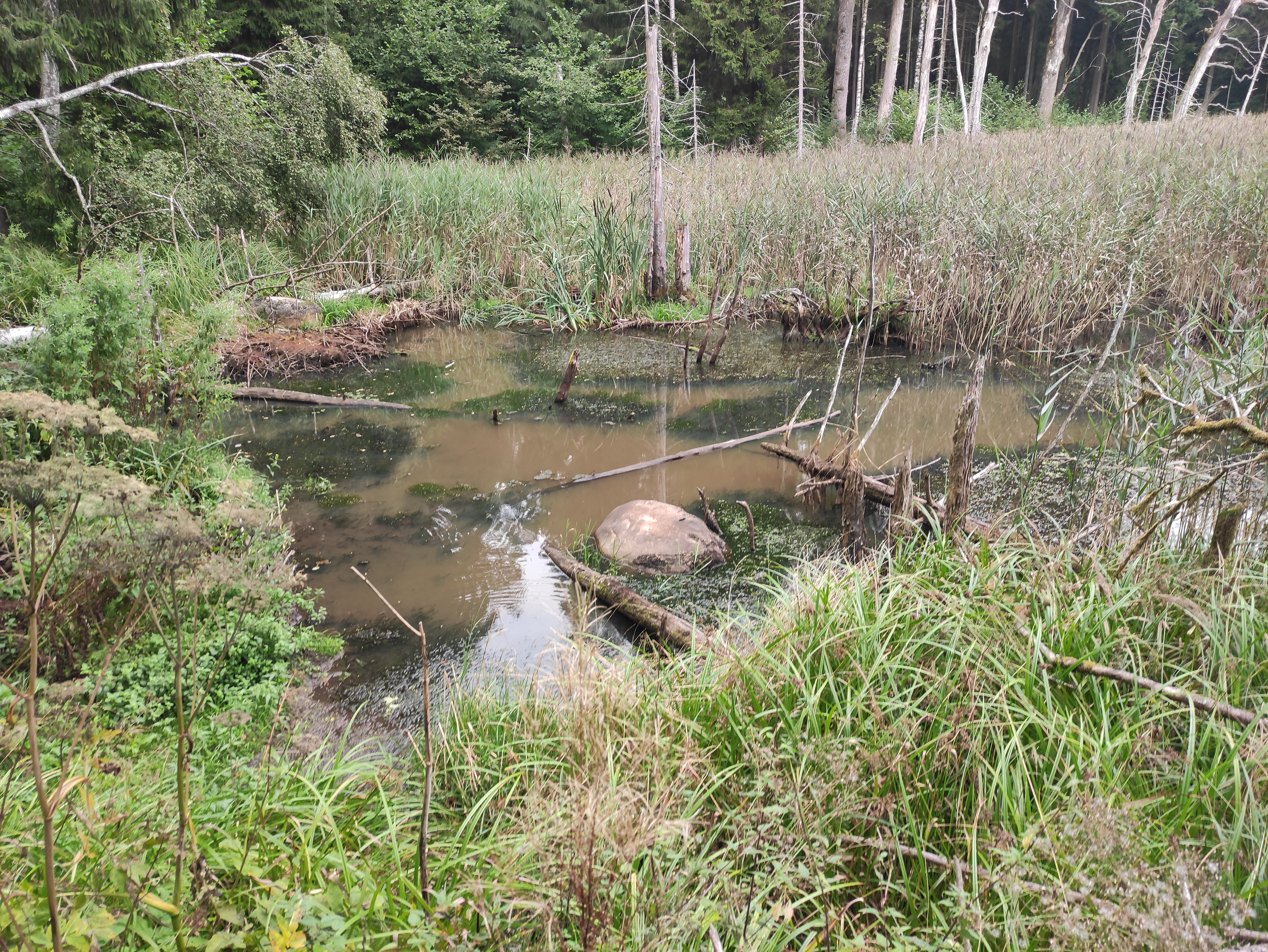
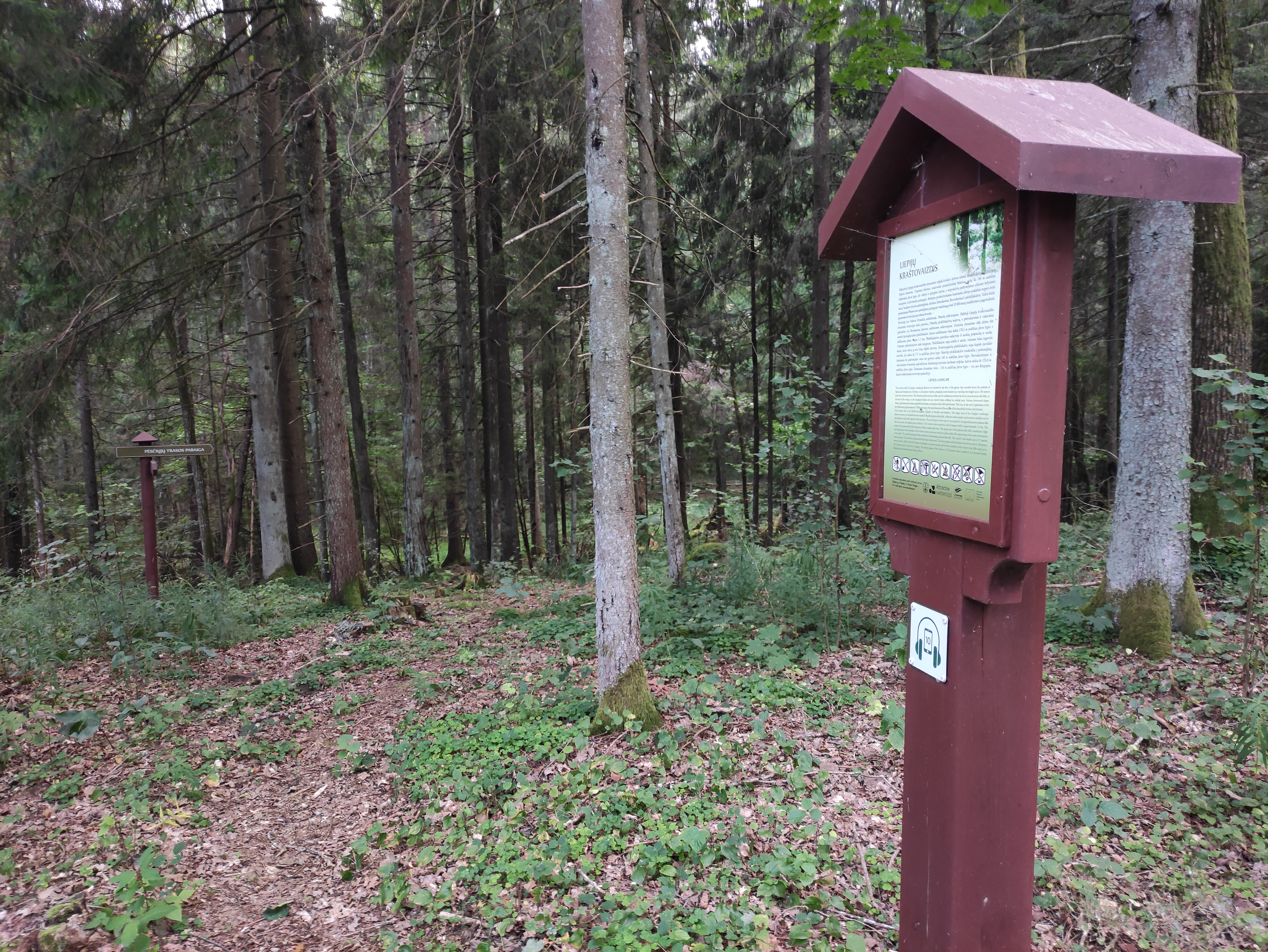
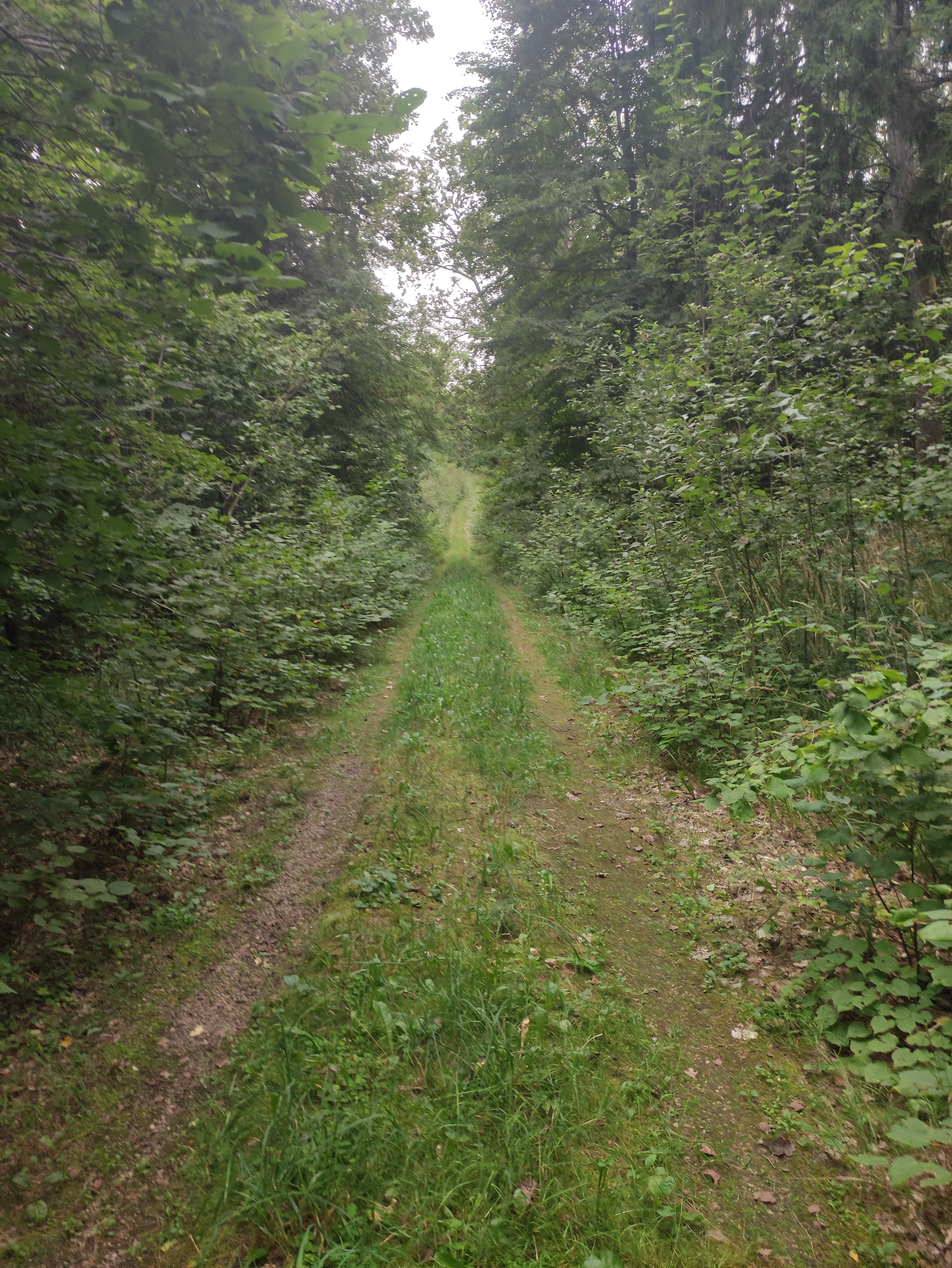
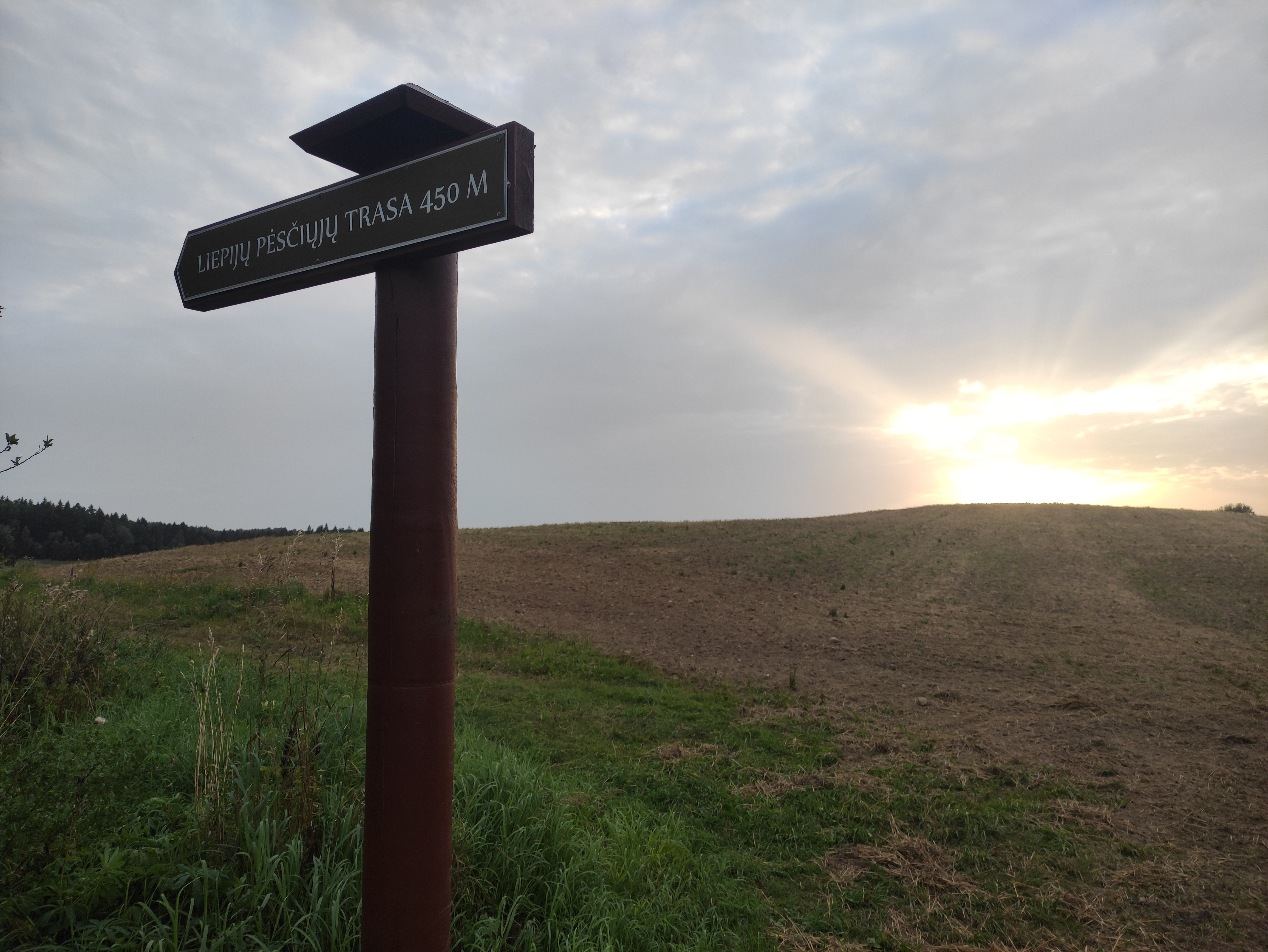
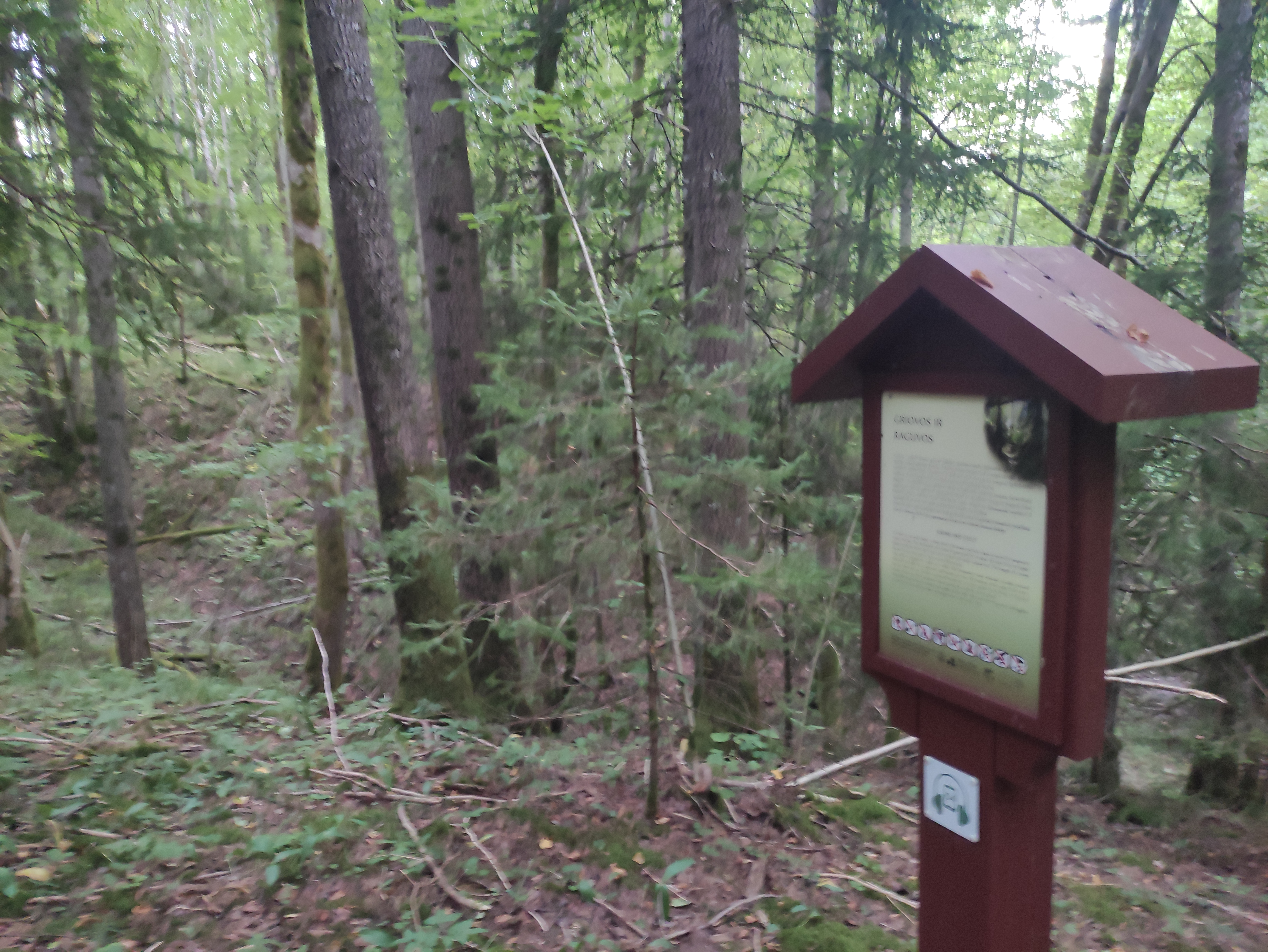
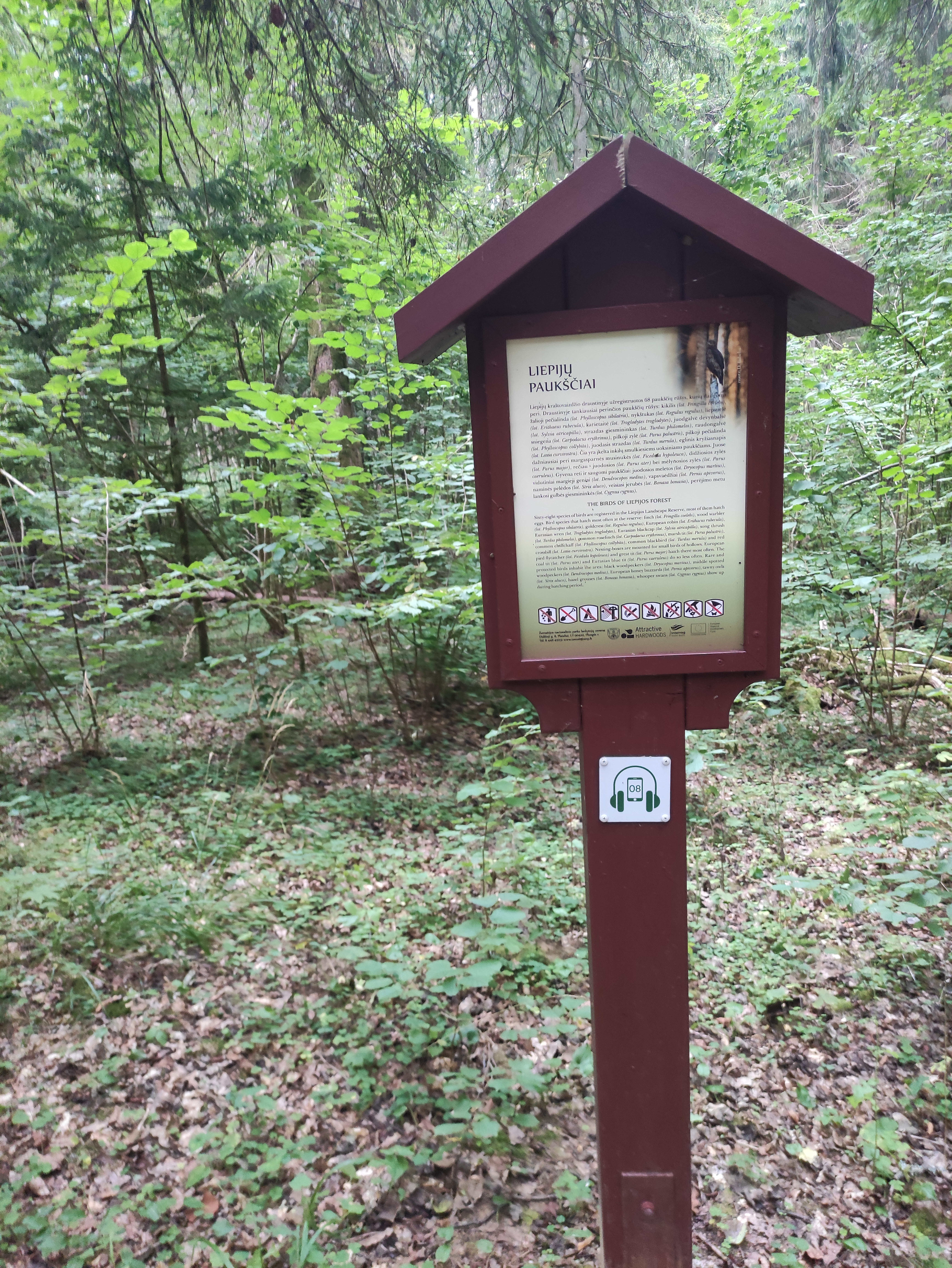
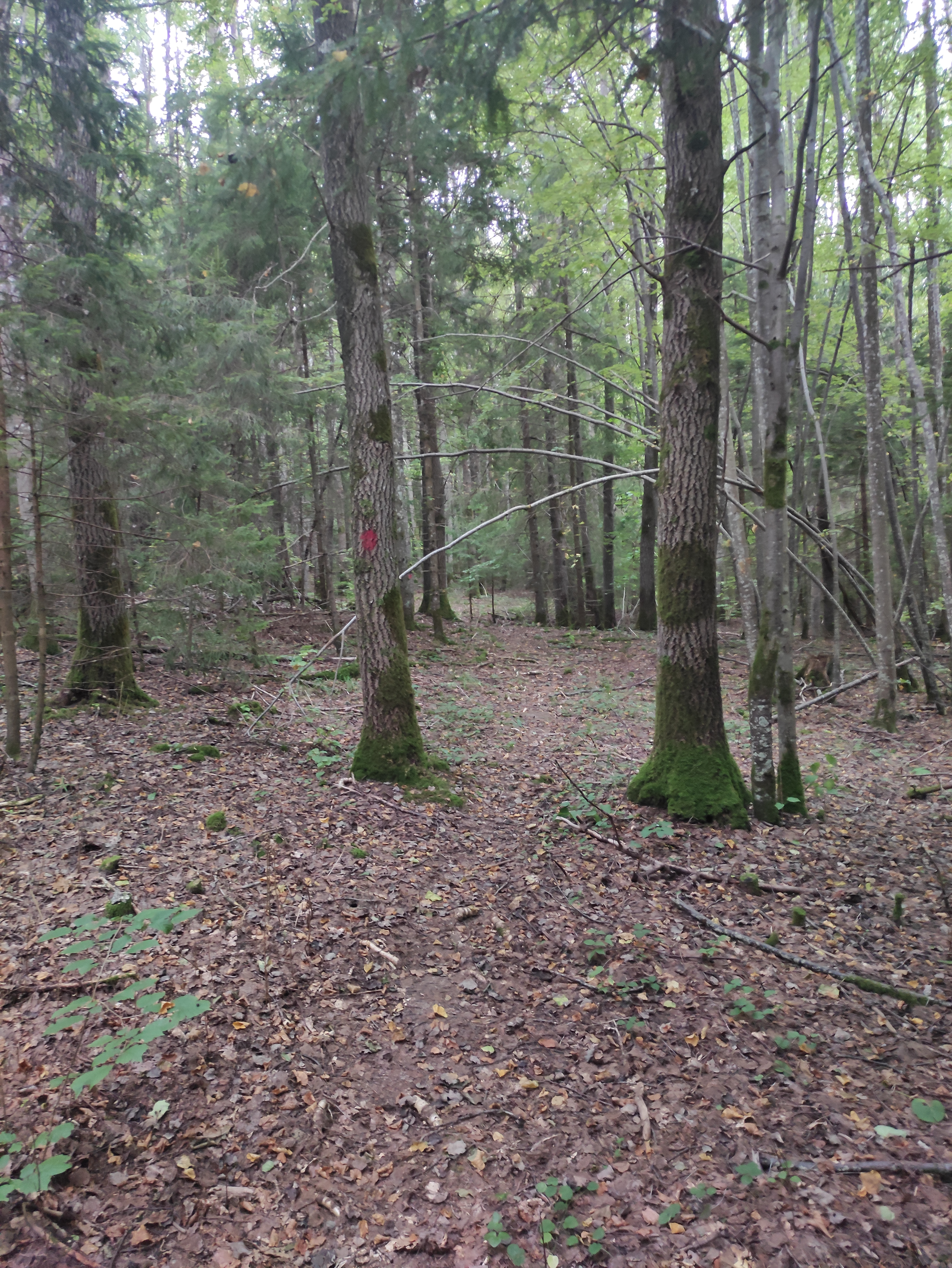

## Další informace
Liepijų miško pėsčiųjų trasa má délku 4 km a začíná a končí u bludného balvanu Ubagų kalnas na kopci Ubagų kalnas a vede biologicky cenným a vzácným ekosystémem lesa Liepios. Stezka má 15 zastavení s informačními panely v litevštině a angličtině a je značena červenou turistickou značkou ve tvaru žaludu namalovanou na stromech. Místy je stezka obtížněji schůdná předším díky přirozeným vývratům stromů.